# Franciszek Mitschein
Franciszek Józef Mitschein (ur. 10 października 1895 we Lwowie, zm. 23 września 1927 w Warszawie) – oficer piechoty Legionów Polskich i Wojska Polskiego, uczestnik I wojny światowej i wojny polsko-bolszewickiej, kawaler Orderu Virtuti Militari.

## Życiorys
Urodził się w rodzinie Ernesta i Marii z d. Kostewicz. Absolwent szkoły średniej. Od 12 grudnia 1914 w Legionach Polskich, żołnierz IV batalionu 3 pułku piechoty Legionów z którym walczył podczas I wojny światowej.
Szczególnie odznaczył się 17 czerwca 1915 „w czasie ataku wroga na Rarańczę, w krytycznej chwili, kiedy nieprzyjaciel był już w okopach legionistów, ustawił swoje karabiny maszynowe na flance i celnym ogniem przyczynił się do odniesionego zwycięstwa. Za czyn ten został odznaczony Orderem Virtuti Militari”.
Ciężko ranny 6 listopada 1915 pod Polską Górą. Powrócił do jednostki 10 stycznia 1916 na stanowisko dowódcy kompanii. Po kryzysie przysięgowym został internowany. Po zwolnieniu w szeregach odrodzonego Wojska Polskiego walczył na froncie wojny polsko-bolszewickiej w składzie II batalionu 7 pułku piechoty Legionów. Od 24 lutego 1920 był przydzielony do Dowództwa Miasta Warszawa. 19 sierpnia 1920 został zatwierdzony z dniem 1 kwietnia 1920 w stopniu kapitana, w piechocie, w grupie oficerów byłych Legionów Polskich. 1 czerwca 1921 nadal pełnił służbę w Dowództwie Miasta Warszawa, a jego oddziałem macierzystym był 7 pułk piechoty Legionów.
3 maja 1922 został zweryfikowany w stopniu kapitana ze starszeństwem z 1 czerwca 1919 i 547. lokatą w korpusie oficerów piechoty. Jego oddziałem macierzystym był nadal 7 pp Leg. W 1923 został przeniesiony do 21 pułku piechoty. 26 lutego 1925 został przeniesiony do Korpusu Ochrony Pogranicza i przydzielony do 16 baonu granicznego w Sienkiewiczach. Pełnił w nim służbę na stanowisku adiutanta i dowódcy kompanii. 27 listopada 1926 został przeniesiony z KOP do 21 pułku piechoty. Zmarł 23 września 1927 w Warszawie. Trzy dni później został pochowany na Cmentarzu Wojskowym na Powązkach  (kwatera B20-1-5).
Józef Mitschein był żonaty z Zofią ze Strzeszewskich, z którą miał syna Waldemara Konstantego (ur. 13 stycznia 1922, zm. 8 maja 2002) – kaprala podchorążego Batalionu AK Ruczaj ps. „Derwid” .

## Ordery i odznaczenia
- Krzyż Srebrny Orderu Wojskowego Virtuti Militari nr 7378 – 17 maja 1922[13][14][15][16][17]
- Krzyż Niepodległości – pośmiertnie, 12 maja 1931 „za pracę w dziele odzyskania niepodległości”[18]
- Krzyż Walecznych – czterokrotnie[19]
- Krzyż Oficerski Orderu Korony Rumunii[20]